# Ёсида, Аяко
Аяко Ёсида (яп. 吉田 理子; род. 28 апреля 1976, Аомори) — японская гребчиха, выступавшая за сборную Японии по академической гребле в 1996—2000 годах. Участница трёх чемпионатов мира и двух летних Олимпийских игр.

## Биография
Аяко Ёсида родилась 28 апреля 1976 года в префектуре Аомори, Япония.
Дебютировала на международной арене в сезоне 1996 года, когда вошла в основной состав японской национальной сборной и благодаря череде удачных выступлений удостоилась права защищать честь страны на летних Олимпийских играх в Атланте. В зачёте женских парных двоек лёгкого веса вместе с напарницей Норико Сибутой сумела квалифицироваться лишь в утешительный финал C и расположилась в итоговом протоколе соревнований на 13 строке.
После атлантской Олимпиады Ёсида осталась в составе гребной команды Японии на ещё один олимпийский цикл и продолжила принимать участие в крупнейших международных регатах. Так, в 1998 году в лёгких парных четвёрках она стала восьмой на чемпионате мира в Кёльне.
В 1999 году в лёгких парных двойках заняла 16 место на мировом первенстве в Сент-Катаринсе.
В 2000 году в лёгких парных двойках показала 12 результат на этапе Кубка мира в Люцерне, в лёгких парных четвёрках закрыла десятку сильнейших на чемпионате мира в Загребе. Находясь в числе лидеров японской национальной сборной, благополучно прошла отбор на Олимпийские игры в Сиднее — на сей раз в программе двоек парных лёгкого веса совместно с Акико Ивамото отобралась в утешительный финал C и разместилась в итоговом протоколе соревнований на 14 позиции.
Впоследствии Аяко Ёсида больше не показывала сколько-нибудь значимых результатов в академической гребле на международной арене.